# Gregorian
Gregorian è un gruppo musicale tedesco, guidato da Frank Peterson, che rilegge, utilizzando il canto gregoriano, i più famosi pezzi pop, rock e metal. Poiché i loro arrangiamenti comprendono sia cantato che accompagnamento strumentale, non è possibile etichettare questo genere come puro canto gregoriano (modulato sull'uso esclusivo della voce con l'assenza di ogni strumentazione).
In origine Gregorian fu concepito come un gruppo più orientato verso il pop, sulla scia del successo degli Enigma. Fu così che nel 1991 venne alla luce l'album Sadisfaction, con l'accompagnamento del duo vocale The Sisters of Oz Susana Espelleta (moglie di Peterson all'epoca) e Birgit Freud. Si tratta comunque dell'unico album in quello stile.
Nel 1998, Peterson e il suo gruppo decisero di fare cover di pezzi famosi in stile gregoriano.

## Membri
I membri del gruppo sono Richard Naxton (Naxos), Johnny Clucas (Johnny), Dan Hoadley (Dan), Chris Tickner (Chris T.), Richard Collier (Rich), Gerry O'Beime (Gerry), Gunther Laudahn, Lawrence White (Lorro), Jan-Eric Kohrs and Rob Fardell (Rob F.).
Altri che contribuiscono alle parti vocali o sonore dei Gregorian sono Sarah Brightman (sotto lo pseudonimo Hepsibah), Frank Peterson, Amelia Brightman, e lo staff della Nemo Studio.

## Discografia
- 1991 – Sadisfaction
- 1999 – Masters of Chant
- 2001 – Masters of Chant Chapter II
- 2002 – Masters of Chant Chapter III
- 2003 – Masters of Chant Chapter IV
- 2004 – The Dark Side
- 2005 – The Masterpieces: Best of + Live DVD
- 2006 – Masters of Chant Chapter V
- 2006 – Christmas Chants
- 2007 – Masters of Chant Chapter VI
- 2009 – Masters of Chant Chapter VII
- 2010 – The Dark Side of the Chant
- 2011 – Best of 1990-2010
- 2011 – Masters of Chant Chapter VIII
- 2012 – Epic Chants
- 2013 – Masters of Chant Chapter 9
- 2014 – Winter Chants
- 2015 – Masters of Chant X: The Final Chapter
- 2017 – Holy Chants
- 2019 – 20/2020